# Natyrbovo
Natyrbovo (en ruso: Натырбово, en adigué: Нэтырбий, Netyrbi) es un seló del raión de Koshejabl, en la república de Adiguesia, sur de Rusia. Está situado en la orilla izquierda del río Labá, afluente del Kubán, 20 km al sur de Koshejabl y 45 km al nordeste de Maikop, la capital de la república. Tenía 3 027 habitantes en 2010
Es centro administrativo del municipio homónimo, al que pertenece Kazionno-Kuzhorski.

## Historia
Fue fundado en 1895 como seló Natyrbovskoye. Entre 1925 y 1929 fue centro del raión de Natyrbovo del Óblast Autónomo Adigué.

## Personalidades
- Iván Yampolski (1925-1983), francotirador soviético, caballero de la Orden de la Gloria.